# Акомодація (Піаже)
Акомодація – процес, завдяки якому поведінка людини пристосовується до особливостей предметів, асимільованих з нею, до умов та вимог навколишнього середовища. Він супроводжується зміною уже закріплених навичок, вмінь та встановленням рівноваги з навколишнім середовищем.

## Історія поняття
Поняття акомодації вперше було досліджене швейцарським дослідником, представником Женевської школи генетичної психології Жаном Піаже в рамках його теорії інтелекту (досліджень інтелектуального розвитку дитини), в якій інтелект розглядається як одна з форм пристосування до середовища. Будь-який живий організм має, в першу чергу, фізіологічну потребу в підтримці гармонійних взаємовідносин з навколишнім світом, тобто потребу в адаптації до постійних змін, що відбуваються в ньому.
За теорією Піаже, процес адаптації відбувається завдяки взаємодії асиміляції та акомодації, яка продовжується доки не буде досягнутий стан рівноваги. Врівноваження цих двох процесів являє собою когнітивну адаптацію або сферу інтелекту.
Асиміляція - це дія з новими предметами на основі вже сформованих умінь і навичок. Вона являє собою процес, який визначає коло речей або подій, до яких застосовується певна поведінка людини. Інакше кажучи, предмет викликає ту чи іншу поведінку. Так, будь-який видимий предмет може спонукати дитину потягнутися за ним. Відповідно до теорії Піаже, це означає, що видимий предмет асимілюється дією протягування руки.

## Значення акомодації
Акомодація - прагнення змінити свої вміння та навички в результаті змінених умов і відповідно до них. Акомодація, відновлюючи порушену рівновагу в психіці та поведінці, усуває невідповідність між наявними навичками, вміннями та умовами виконання дій. Якщо дитині потрібно дістати і схопити якийсь предмет, то дії її руки повинні бути пристосовані до розміру, ваги та форми цього предмета. Рівновага між процесами акомодації та асиміляції вважається досягнутою, коли поведінка асимілює тільки ті предмети, до яких вона може пристосуватися. Наприклад, після досягнення рівноваги дитина намагатиметься дістати тільки ті предмети, розмір і вага яких буде їй під силу. Так, перш ніж вона доторкається до предмета, відбувається процес пристосовування пальців рук. Тобто, дитина буде тягнутися тільки до тих предметів, які вона може вхопити. Це означає, що асимілюються тільки ті предмети, які знаходяться в діапазоні акомодації. Пристосовування пальців рук (акомодація) має передбачаючий характер, воно призводить до успішної асиміляції. Асиміляція і акомодація, таким чином, знаходяться в стані рівноваги.
Піаже вважає, що потрібно, щоб ці два процеси завжди знаходилися в рівновазі, тому що коли асиміляція домінує над акомодацією, мислення стає ригідним, поведінка - негнучкою. А якщо акомодація превалює над асиміляцією, поведінка дітей стає непослідовною і неорганізованою, спостерігається затримка у формуванні стійких та пристосувальних розумових діях та операціях. Рівновага між асиміляцією і акомодацією забезпечує розумну поведінку.
Врівноваження тенденцій асиміляції та акомодації забезпечує найбільш ефективну адаптацію, але цей стан завжди лише приблизний і тимчасовий, який знову замінюється порушенням рівноваги. Але до неї необхідно прагнути, і важливо, щоб вона була присутня на всіх рівнях (етапах) інтелектуального розвитку.